# Счетоводителят 2
„Счетоводителят 2“ (на английски: The Accountant 2) е американски екшън трилър от 2025 г., който е продължение на „Счетоводителят“ (2016). Режисьор е Гавин О'Конър, а сценарият е на Бил Дубук. Бен Афлек, Джон Бърнтол, Синтия Адай-Робинсън и Джей Кей Симънс се завръщат с ролите си от предишния филм, а Даниела Пинеда и Алисън Робъртсън се присъединяват към състава.
Премиерата на филма се състои в „Саут бай Саутуест“ на 8 март 2025 г., и излиза по кината на 25 април 2025 г. в Съединените щати и Канада в разпространение от „Амазон Ем Джи Ем Студиос“ чрез „Метро-Голдуин-Майер“.

## Актьорски състав
- Бен Афлек – Крисчън Улф / Счетоводителят
- Джон Бърнтол – Бракстън
- Синтия Адай-Робинсън – Мерибет Медина
- Даниела Пинеда – Анаис
- Алисън Робъртсън – Джъстин
- Джей Кей Симънс – Реймънд Кинг
- Робърт Морган – Бърк
- Грант Харви – Коб
- Андрю Хауърд – Бату